# Ruta 601 Transbarca
La Ruta 601 del Sistema de transporte masivo de Barquisimeto Transbarca es una ruta alimentadora que en conjunto con otras 5 rutas abastecen el sistema. Comienza en la estación Central Simón Bolívar al oeste de la ciudad pasando por la avenida Florencio Jiménez atiende a las comunidades de la zona oeste de la ciudad su punto final es la Urbanización Villa Crepuscular.
En su recorrido tiene un total de 21.9 kilómetros en el recorrido en ciclo ida y vuelta. A lo largo de esta línea se dispone de 21 paradas en rutas compartidas.

## Paradas
Las paradas de la ruta alimentadora 601 no están ubicadas en canales exclusivos, las paradas están simbolizadas por una señal que indica el lugar de la parada. Los buses únicamente se detienen en dichas paradas.
- Datos: Q16626976